# Sponti
Spontis waren von den 1970er- bis in die 1980er-Jahre hinein Gruppen linksgerichteter politischer Aktivisten, die sich in der Nachfolge der außerparlamentarischen Opposition (APO) und der 68er-Bewegung sahen.

## Definition und Abgrenzung
Die Spontis hielten die „Spontaneität der Massen“ für das revolutionäre Element der Geschichte. Damit grenzten sich Spontis von den K-Gruppen ab, die im leninistisch-kommunistischen Sinne glaubten, für die Revolution sei eine Avantgarde-Partei vonnöten, die die Führung in eine bessere Zukunft übernehmen müsse. Im Gegensatz dazu war der Ansatz der Spontis eher „antiautoritär“. Entsprechend waren nicht Theorieschulungen und Parteiaufbau angesagt, sondern „spontane“, nichtsdestoweniger abgesprochene Aktionen in der Öffentlichkeit. Diese sollten einen beispielhaften, fantasievollen und mitreißenden Charakter haben. Um diesen zu erreichen, wurde auch auf die Mittel des Straßentheaters und der Spaßguerilla zurückgegriffen, um ein „linkes Gegenmilieu“ zu schaffen. Weniger bekannt ist, dass auch klassische Agitation im Betrieb in der Ersten Phase einen festen Platz im Repertoire verschiedener Sponti-Gruppen hatte.

## Von Betriebsarbeit zu Hausbesetzungen – Entwicklung
Verbreitet war die „Sponti-Szene“ hauptsächlich in den Studentenstädten, insbesondere in West-Berlin, Konstanz und Frankfurt am Main, wo sie in den Studentenparlamenten über mehrere Jahre die stärkste Fraktion und den AStA stellten, an einigen Unis unter dem Namen Basisgruppen, die zeitweise auch eine starke Fraktion im Verband Deutscher Studentenschaften waren.
In der ersten Phase kurz nach dem Zerfall des SDS ab etwa 1970 bezogen sich die Sponti-Gruppen noch stark auf die Arbeiterbewegung als revolutionäres Potential und unternahmen klassische Betriebsarbeit. Eine Welle „wilder“, also nicht gewerkschaftlich geführter Streiks 1969 in Westdeutschland sowie eine Welle radikaler Betriebskämpfe in Italien hatte die Hoffnung geweckt, dass sich die gewerkschaftlich nicht organisierten, oft schlecht bezahlten migrantischen Arbeiter radikalisieren würden. Die Spontis bezogen sich damit auf die aus dem italienischen Operaismus entlehnte Theorie des „Massenarbeiters“. Verschiedene Sponti-Gruppen versuchten nun, mit Betriebsinterventionen diesen Prozess zu beschleunigen. Gruppennamen wie „Arbeitersache“ in München oder „Proletarische Front“ in Hamburg legen Zeugnis von dieser frühen Arbeiterorientierung ab, die gemeinsame Häuserrats-Zeitung mit dem Titel „Wir wollen Alles“ bezog sich auf eine Losung italienischer Betriebskämpfe. Die Aktivitäten reichten von Flugblättern vor dem Werkstor bis hin zur Innenarbeit, also der Annahme von Fabrikjobs durch Spontis. Als sich Erfolge jedoch nicht unmittelbar einstellten, wuchs die Ungeduld gegenüber der langwierigen Betriebsarbeit – die Spontis wandten sich anderen Protestformen zu, etwa in Arbeitervierteln.
Mit Hausbesetzungen kämpften sie dort für günstigen Wohnraum und gegen Immobilienspekulanten, zum Beispiel im Frankfurter Westend gegen dessen Umstrukturierung zum Versicherungen- und Bankenviertel. Einige Hausbesetzungen dauerten bis zu 20 Jahre an. Viele dieser Häuser aus der Gründerzeit wurden später von Grund auf saniert und in teure Eigentumswohnungen in noblen Wohngegenden umgewandelt, speziell in Berlin-Kreuzberg. Inzwischen hatte sich auch in der breiten Bevölkerung ein Interesse an der Erhaltung alter Bausubstanz gebildet.
Das Sprachrohr der Frankfurter Spontis war die Zeitschrift Pflasterstrand, ihre politische Organisation war zeitweise der Revolutionäre Kampf.  Zu den Prominenten, die aus dem Frankfurter Sponti-Milieu hervorgingen, gehören Joschka Fischer und Daniel Cohn-Bendit.
Als später Höhepunkt der Sponti-Bewegung und gleichzeitig als Beginn ihres Endes gilt der Tunix-Kongress in Berlin im Januar 1978, an dem, kurz nach dem Deutschen Herbst, schätzungsweise 15.000 bis 20.000 Menschen teilnahmen.
Die Alternativbewegung ging zu großen Teilen aus der Sponti-Bewegung hervor. Wesentlich beeinflusst von den Inhalten und der Kultur der Spontis wurden auch die „Autonomen“. In der zweiten Hälfte der 1980er-Jahre übernahm eine Frankfurter, den RZ nahestehende Sponti-Gruppe um Joschka Fischer eine führende Rolle bei den damals noch radikal-oppositionellen Grünen und brachte sie auf einen Realokurs der Kompromisse und Regierungsbeteiligungen. Vom links-autonomen Flügel um Jutta Ditfurth und Thomas Ebermann (Hamburg) wurde das scharf kritisiert und führte im Ergebnis zur Spaltung der Partei.

## Spontis und ihre Sprache
Sehr beliebt waren die sogenannten „Sponti-Sprüche“, die – aus der Sponti-Szene selbst oder von Publizisten erfunden und ihnen zugeschrieben – zu Hunderten in den Medien verbreitet wurden, z. B. „Freiheit für Grönland! Weg mit dem Packeis!“ oder „Gestern standen wir noch am Rande des Abgrunds. Heute sind wir schon einen großen Schritt weiter.“ Ihnen zugeschrieben werden auch (teils verniedlichende) Kurzwörter und die Verkürzung bei Substantiven, die sich bis heute in Kreisen der Jugendkultur erhalten hat, wie etwa „Konsti“ für Konstablerwache, „Venti“ für Ventilator oder „Späti“ für Spätkiosk.

## Spätwirkung
Der pop-kulturelle Durchbruch der Spontis als Untergruppe der 68er-Bewegung vollzog sich hauptsächlich durch Musik über zwei Dekaden von 1969 bis 1989. Wesentliche Träger waren unter anderem am Anfang Ton Steine Scherben („Macht kaputt, was euch kaputt macht“), dann Udo Lindenberg („der Nervenarzt weiß auch, wie’s weitergeht“), im Anglo-Pop Neil Young („Four dead in Ohio“) und Pink Floyd („Just another brick in the wall“).
Daraus bildete sich eine „78er-Bewegung“, die sich jenseits des politischen Kampfs in den urbanen Zentren der Arbeiter und Studenten ins Private zurückzogen. Aus dem Sponti-Spruch „Das Private ist politisch“ wurde – vor allem unter dem Eindruck der Berufsverbote der SPD-Regierung unter Helmut Schmidt – umgedreht: „Das Politische ist privat.“ Die große Zeit der Land-Kommunen begann. Im Ergebnis jedoch wurden die Spontis von einer Minderheitsbewegung zu einer mehrere Generationen umfassenden Mehrheit.